# (199) Библида
(199) Библида (др.-греч. Βυβλίς) — астероид из группы главного пояса, который был открыт 9 июля 1879 года германо-американским астрономом К. Г. Ф. Петерсом в Клинтоне, США и назван в честь Библиды, персонажа греческой мифологии, которая покончила с собой из-за любви к своему брату Кавну.

Орбита астероида Библида и его положение в Солнечной системе
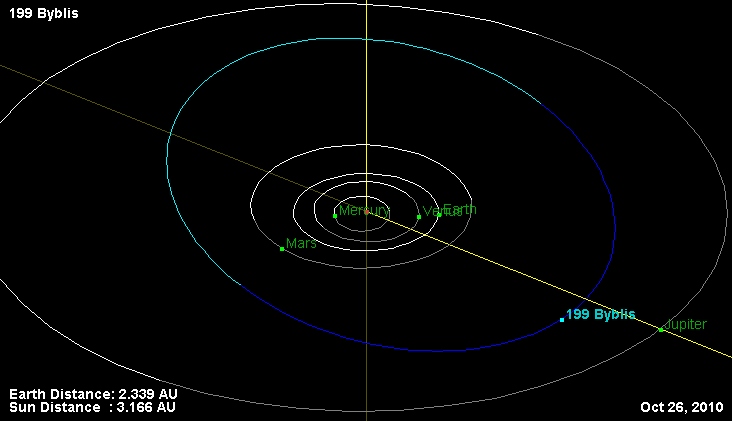
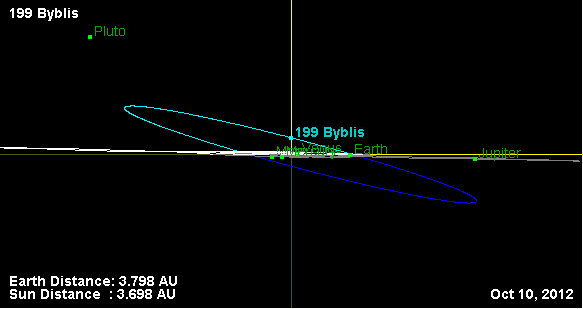